# Pánszomálizmus

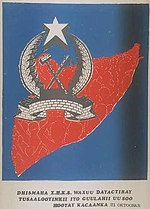
Nagy-Szomália egységét hirdető plakát a kommunista rendszerből

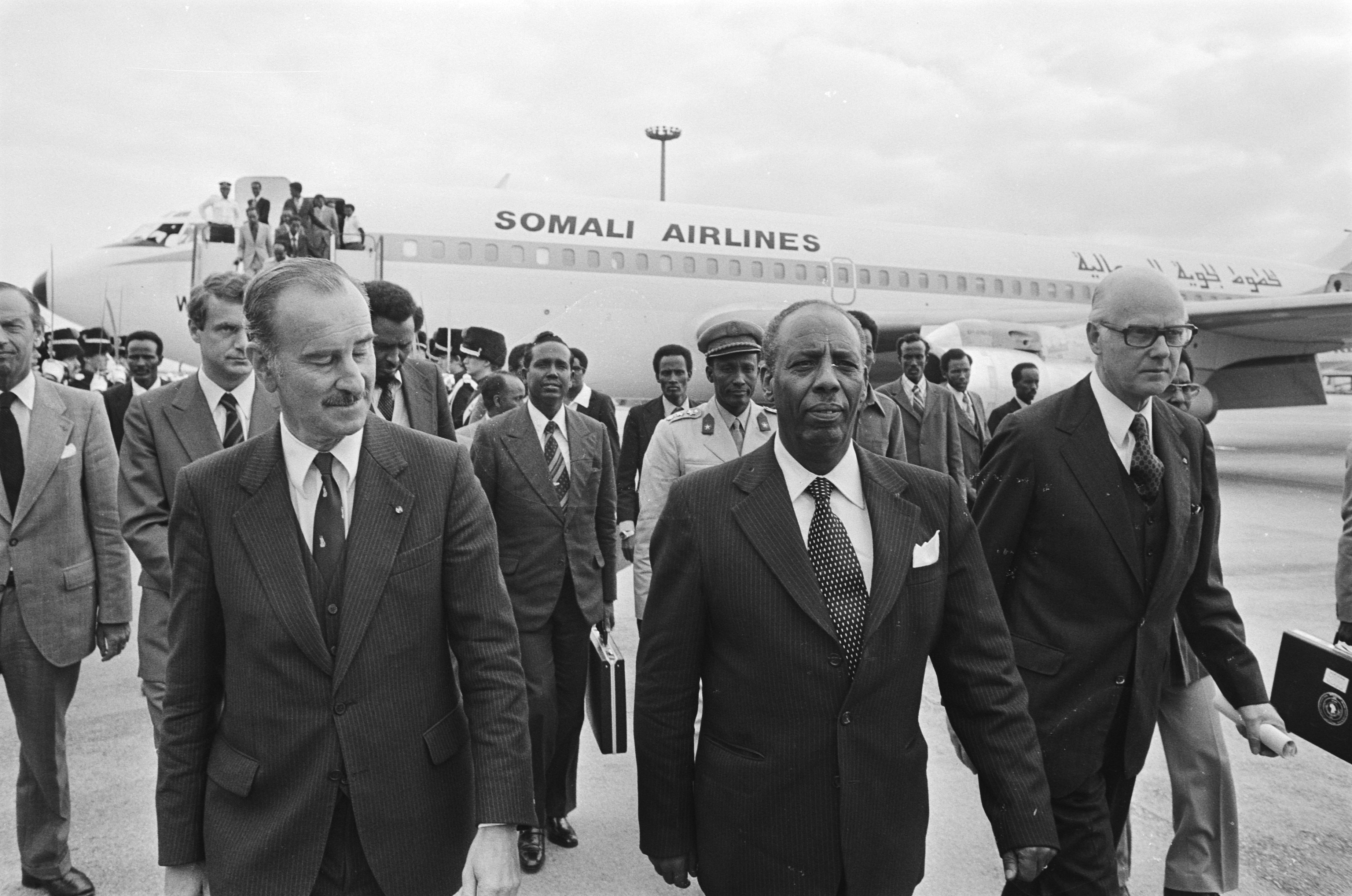
Sziad Barre, Szomália elnöke (jobbra)

A pánszomálizmus egy politikai ideológia és mozgalom, ami a szomáli összetartozás nevében született meg. Célja az összes szomáli lakta területet egy országgá, Nagy-Szomáliává egyesítieni. Nagyon sokszor szomáliai nacionalizmusnak is szokták hívni. A mozgalom akkor vált jelentősé, amikor 1960-ban Etiópia és Szomália is függetlenné vált, illetve a hatvanas évek végére kommunista rendszer került hatalomra mindkét országban. A Sziad Barre által vezetett kommunista Szomáli Demokratikus Köztársaság egyik fő céljává tűzte ki az Etiópiához tartozó ogadeni tartomány elfoglalását, mivel a lakosság túlnyomórésze szomáliakból állt. 1977 és 1978 között zajlott le az ogadeni háború, ami később a hidegháború egyik jelentős tényezőjévé vált. Szomália a háborúban alul maradt, mivel minden afrikai kommunista ország Etiópia mellé állt a harcban.            
A mai napokban Szomália és Etiópia között fegyverszünet van, de sokszor újra fellángolnak a szomáli nemzeti érzések.